# Unità bestiame adulto
Le unità bovino adulto (UBA) hanno lo scopo di esprimere sinteticamente il carico zootecnico. Esse considerano la quantità e la qualità (contenuto in azoto, fosforo ...) dei reflui in modo da poter facilmente confrontare l'impatto ambientale di differenti allevamenti.
Il carico viene valutato come risultato del rapporto UBA/superficie(ha).

## Fattori di conversione
Fattori di conversione dei bovini, equidi, ovini e caprini in unità di bestiame adulto (UBA).
| Categoria animale                                                   | UBA  |
| ------------------------------------------------------------------- | ---- |
| Tori, vacche e altri bovini di oltre 2 anni, equidi di oltre 6 mesi | 1,0  |
| Bovini da 6 mesi a 2 anni                                           | 0,6  |
| Pecore                                                              | 0,15 |
| Capre                                                               | 0,15 |

Tabella 4, allegato 1, Dm 7 aprile 2006